# (9221) Wuliangyong
(9221) Wuliangyong est un astéroïde de la ceinture principale.

## Description
(9221) Wuliangyong est un astéroïde de la ceinture principale. Il fut découvert le 2 décembre 1995 à la station de Xinglong par le programme Beijing Schmidt CCD Asteroid Program. Il présente une orbite caractérisée par un demi-grand axe de 2,27 UA, une excentricité de 0,18 et une inclinaison de 2,4° par rapport à l'écliptique.

## Compléments